# Other People's Lives
Albums de Ray Davies
The Storyteller
(1998) Working Man's Café
(2007)
Other People's Lives est le premier véritable disque de la carrière solo de Ray Davies, fondateur et leader des Kinks, sorti en avril 2006. Dans la lignée des premiers disques tels que Village Green ou Arthur, Ray Davies s'attache à une pop très inspirée où transparaissent des riffs accrocheurs et des mélodies électriques. Il s'ensuit la même année une tournée en Europe et aux États-Unis.

## Titres
1. Things Are Gonna Change (The Morning After)
2. After the Fall
3. Next Door Neighbour
4. All She Wrote
5. Creatures of Little Faith
6. Run Away from Time
7. The Tourist
8. Is There Life After Breakfast?
9. The Gateway (Lonesome Train)
10. Other People's Lives
11. Stand Up Comic
12. Over My Head
13. Thanksgiving Day